# In the Court of the Crimson King
In the Court of the Crimson King (sottotitolato An Observation by King Crimson) è il primo album in studio del gruppo musicale britannico King Crimson, pubblicato il 10 ottobre 1969 dalla Island Records.
È generalmente considerato uno dei più grandi album del rock progressivo: la musica in esso contenuta travalica, secondo i critici, i confini del rock tradizionale e attinge fortemente dal jazz e dalla musica classica, costituendo comunque un ponte tra generi diversi. Nel suo libro Rocking the Classic, il critico Edward Macan afferma che l'album «potrebbe essere l'album di rock progressivo più influente mai pubblicato», mentre Pete Townshend, il leader degli Who, lo definì «un capolavoro sbalorditivo».
Nel Regno Unito l'album ha scalato le classifiche fino ad arrivare al quinto posto della Official Albums Chart, mentre negli Stati Uniti d'America ha raggiunto il ventisettesimo posto nella Billboard 200 e in Giappone la prima posizione. Nel giugno del 2015 la rivista Rolling Stone ha collocato l'album al secondo posto tra i 50 migliori album progressive di tutti i tempi, dietro soltanto a The Dark Side of the Moon dei Pink Floyd.

## Storia

### Antefatti

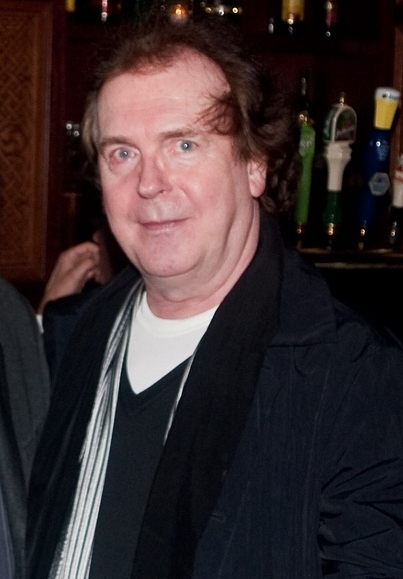
Ian McDonald nel 2009

Nel 1967 il chitarrista Robert Fripp rispose a un annuncio dei fratelli Giles, Mike e Peter, rispettivamente batterista e bassista: i due, infatti, erano alla ricerca di un cantante e organista. Nel 1968 il gruppo Giles, Giles & Fripp ottenne un contratto con la Deram, etichetta sussidiaria della Decca, e con essa pubblicò un album nel mese di settembre, The Cheerful Insanity of Giles, Giles & Fripp, del quale vennero vendute solamente 600 copie. Al trio si unisce Judy Dyble, già cantante dei Fairport Convention, e il suo ragazzo Ian McDonald, dotato di un'ottima padronanza di sassofono, clarinetto, flauto, chitarra e tastiera.
McDonald si inserì presto nel gruppo, ma la sua relazione con Judy Dyble finì presto e la cantante abbandonò i membri restanti; successivamente anche Peter Giles lasciò il progetto, a causa degli scarsi risultati e della direzione più sperimentale che la band stava prendendo; Fripp, non riuscendo a convincere Peter Giles a restare, contattò Greg Lake, cantante e bassista conosciuto a Bournemouth. Il gruppo quindi si compose di quattro elementi (Fripp, Michael Giles, Lake e McDonald), con la collaborazione del poeta Peter Sinfield. Proprio quest'ultimo, insieme a McDonald, scrisse il brano The Court of the Crimson King (letteralmente "La corte del Re Cremisi", con riferimento a Beelzebub) che diede il nome al gruppo.
I King Crimson esordirono ufficialmente nella scena britannica il 9 aprile 1969, dopo tre mesi di prove quotidiane, allo Speakeasy Club di Londra. Il gruppo ebbe un impatto molto forte e subito acquisì una certa notorietà. La BBC invitò il gruppo a registrare quattro brani, tra maggio e agosto, per trasmetterli al programma radiofonico Top Gear, mentre il proprietario del Marquee Club, dove per la prima volta si esibirono il 16 maggio 1969 come band di supporto degli Steppenwolf, propose un concerto settimanale, e molti artisti famosi come Jimi Hendrix e Pete Townshend assistettero all'esibizione. In primavera il gruppo riuscì a firmare con l'etichetta Island, in contemporanea con i Mott the Hoople; molto importante risultò, il 5 luglio 1969, l'apparizione ad un concerto gratuito all'Hyde Park come gruppo spalla dei Rolling Stones e dei Family, davanti a più di 300 000 persone; grazie a questa esibizione il quotidiano britannico The Guardian lì definì «un gruppo sensazionale», mentre il magazine Rock & Folk affermò che si trattava di «un eccellente nuovo gruppo». I King Crimson presero anche parte al Palm Beach Pop Festival (il loro esordio negli USA), esibendosi con artisti come Janis Joplin, Johnny Winter, Iron Butterfly e, nuovamente, Rolling Stones.

### Registrazione

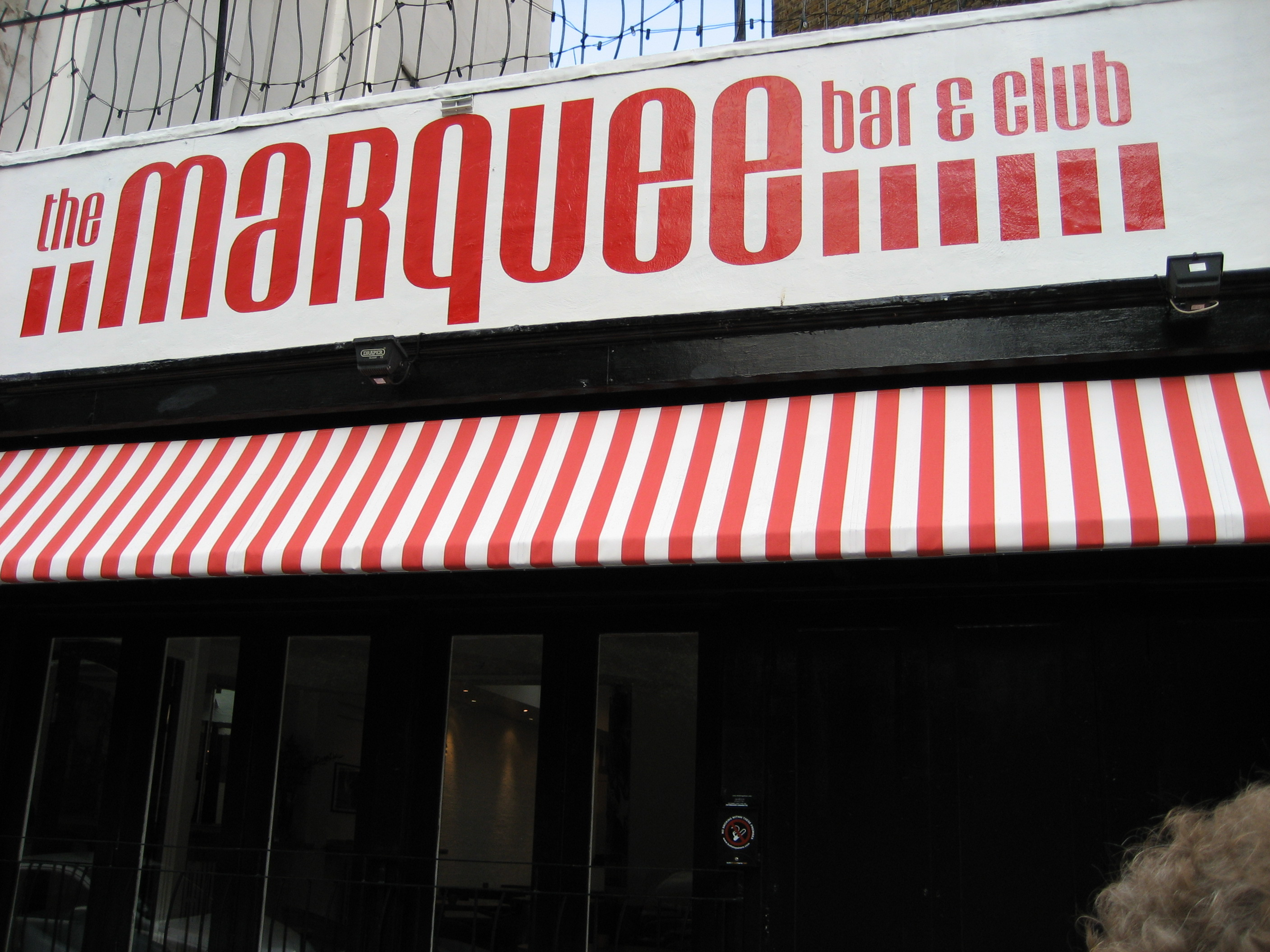
Il Marquee Club dove, nel 1969, i King Crimson si esibirono settimanalmente

Già nel 1969 i King Crimson avevano tentato due volte in due studi di registrazione diversi di registrare il loro materiale, con il produttore Tony Clarke, famoso per il suo lavoro con i Moody Blues, che aveva tentato di far firmare la band per la loro etichetta, la Threshold Records, ma i King Crimson non furono soddisfatti delle registrazioni, che rimasero incompiute e andarono perdute; perciò il gruppo decise di impegnarsi in un'autoproduzione. Le registrazioni richiesero solamente otto giorni e vennero effettuate con un registratore Ampex a 8 tracce nei Wessex Sound Studios di Londra, con la supervisione di Robin Thompson. L'inizio delle registrazioni dell'album, che per la loro durata vennero definite da McDonald «tranquille», seguì di poche ore il primo sbarco dell'uomo sulla Luna e la notizia di quello storico avvenimento era stata annunciata, la notte precedente, dal bassista e cantante del gruppo Greg Lake al pubblico del Marquee Club di Londra, subito prima del concerto. Poco dopo le sessioni di registrazione, però, i componenti del gruppo si accorsero che alcuni nastri erano disallineati, e che ciò aveva portato a una perdita delle alte frequenze e a dei crepitii che colpiscono alcune parti del disco; per questo la batteria, secondo alcuni critici, è il punto debole delle registrazioni.

### Epilogo
Il successo riscosso dall'album porta i King Crimson ad effettuare un tour negli Stati Uniti. Di ritorno dagli States, Ian McDonald e Michael Giles annunciarono di voler lasciare la band. Di lì a poco se ne andò anche Greg Lake, che proprio durante il suddetto tour americano aveva ricevuto l'offerta di Keith Emerson dei Nice di unirsi a lui in quello che poi sarebbe divenuto il celebre trio Emerson, Lake & Palmer, e al contempo non riteneva onesto che il gruppo mantenesse il nome "King Crimson" senza due elementi cruciali come McDonald e Giles, ma prima di abbandonare il gruppo partecipò alle registrazione del secondo album della band, In the Wake of Poseidon, ma esclusivamente come cantante. Nel 1971 McDonald e Giles realizzarono l'album McDonald and Giles, che sarà l'unico prodotto della loro collaborazione. Infine il gruppo britannico degli Yes, visto l'abbandono del chitarrista Peter Banks, propose a Robert Fripp di unirsi alla band, ma Fripp rifiutò l'offerta. Destabilizzati dalle crisi interne al gruppo, i King Crimson rimasero con solamente due dei membri originali, Robert Fripp e Peter Sinfield, e passarono diciotto mesi prima del loro ritorno sul palco.

## Caratteristiche artistiche
Nessuno dei brani ha una durata equivalente o comparabile con quelli popolari tipici degli anni sessanta: tutti e cinque superano infatti i sei minuti. Tuttavia lo stile musicale non è del tutto estraneo al gusto dell'epoca, ad eccezione di 21st Century Schizoid Man, che si muove chiaramente fuori dagli schemi musicali abituali; i testi dei brani si riferiscono alla guerra del Vietnam all'indomani della Summer of Love del 1967, durante la quale la controcultura hippie si è manifestata al grande pubblico, e alla temerarietà di Woodstock, parlandone però in termini pessimistici. Diversi autori ritengono che l'album sia un concept. Fra questi Piero Negri Scaglione, secondo il quale esso sarebbe una «riflessione sull'uomo contemporaneo», mentre, similmente, Cesare Rizzi dichiara:

### Brani

#### 21st Century Schizoid Man
(Christophe Pirenne, Le Rock progressif anglais)

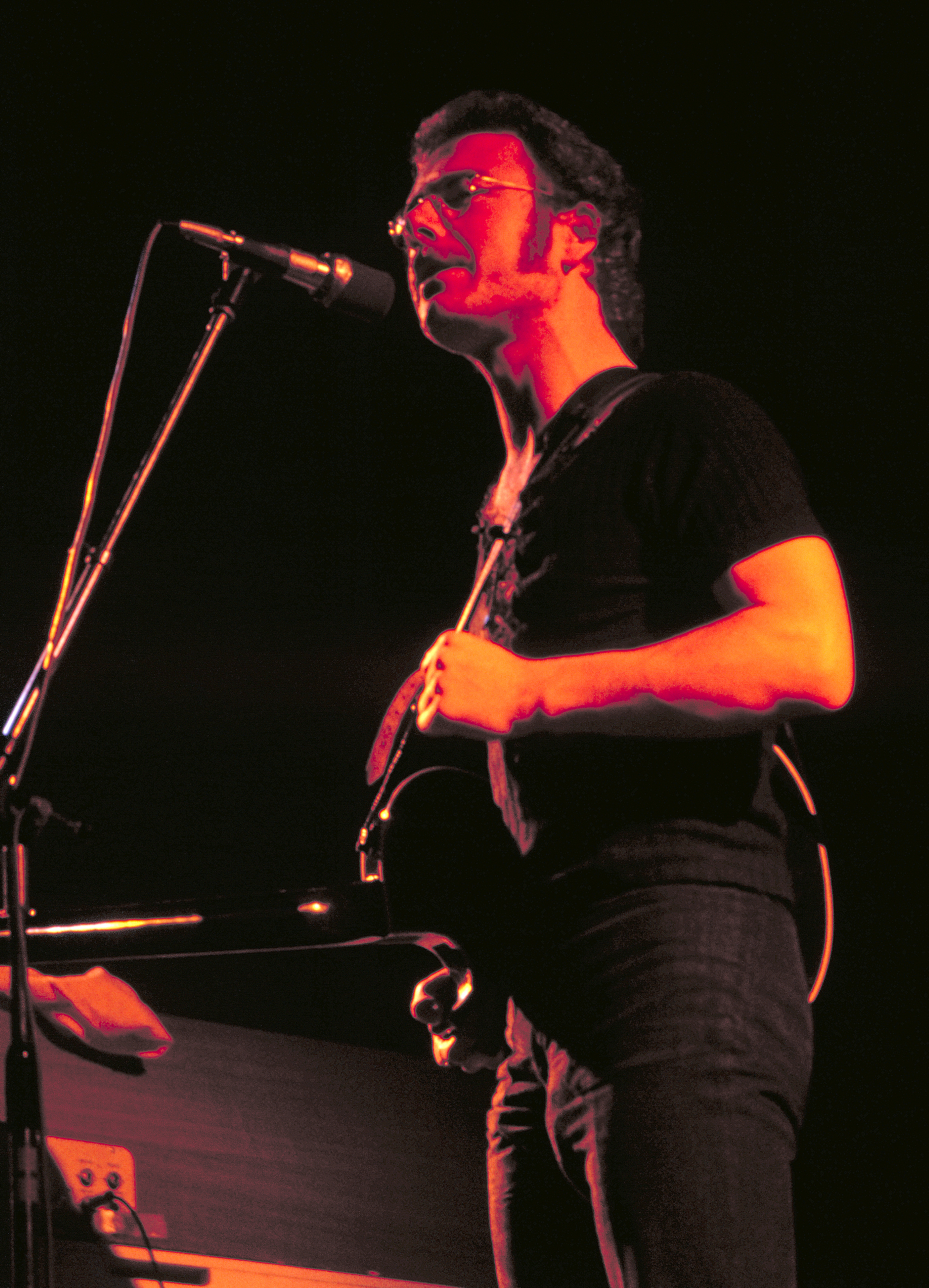
Robert Fripp nel 1974

21st Century Schizoid Man è il brano più conosciuto dei King Crimson e dura più di sette minuti; la parte centrale, interamente strumentale, è sottotitolata Mirrors; fu l'ultima in ordine di tempo ad essere incisa e fu registrata in diretta in una sola take, ad eccezione della voce (alla quale Greg Lake applicò un effetto che la rende urlata e molto distorta) e di due linee, rispettivamente di chitarra e sax. Il testo, scritto da Peter Sinfield, contiene una successione di metafore: si nota una forte critica agli Stati Uniti, rappresentati dall'uomo schizoide del ventunesimo secolo, e alla guerra del Vietnam, con le frasi «Innocents raped with napalm fire» ("Innocenti violentati con il fuoco del napalm") o «Politicians' funeral pyre» ("Pira funeraria dei politicanti").
Dopo circa trenta secondi di silenzio, al momento dell'introduzione, la musica, misto tra jazz e hard rock, è selvaggia ma controllata, tra break e riff di chitarra. Gli strappi e le distorsioni ritraggono in modo compiutamente apocalittico gli orrori della guerra del Vietnam, proiettandola in un futuro senza speranze, con un finale cacofonico.

#### I Talk to the Wind
I Talk to the Wind è una ballata dolce e tranquilla, a tratti cantata a due voci, e punteggiata dagli interventi del flauto di Ian McDonald, il quale resta in primo piano anche lungo tutta la coda strumentale. Sulla dissolvenza di quest'ultima s'innestano, senza soluzione di continuità, i timpani che introducono il terzo e ultimo brano del lato A. Le parole probabilmente, considerando l'epoca, sono il discorso di un giovane hippie alla società: «you don't possess me», «can't instruct me» ("voi non mi possedete", "non potete istruirmi"). Prima dei King Crimson, era stato registrato già due volte da Giles, Giles & Fripp: una volta cantato da Judy Dyble e l'altra da Peter Giles e Ian McDonald. Entrambe le versioni sono state inserite nel 2001 nell'album The Brondesbury Tapes. Inoltre, fu re-interpretato dal gruppo techno Opus III, che lo inserì nell'album del 1991 Mind Fruit, da Klaus Waldeck, per il suo The Night Garden del 2001, da Judy Dyble, pubblicandolo nel 2006 nel suo lavoro The Whorl e da Jordan Rudess, mettendolo in The Road Home del 2007.

#### Epitaph

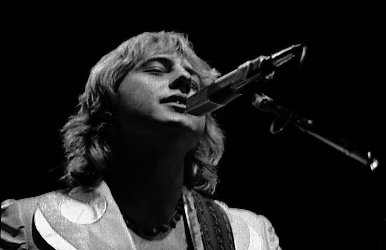
Greg Lake nel 1978

Epitaph si distingue per un maggior utilizzo del mellotron e per i testi, che prendono un accento profetico e distopico: «The fate of all mankind I see/Is in the hands of fools» ("Il destino di tutta l'umanità che vedo/è nelle mani di idioti"). Venne distribuito come singolo nel 1976, con 21st Century Schizoid Man sul lato B, e fu accennato da Greg Lake degli Emerson, Lake & Palmer nel loro disco dal vivo Welcome Back My Friends, durante la sezione Battlefield di Tarkus. La canzone è un preludio a una guerra atomica tra nazioni e descrive la paura innescata nelle popolazioni durante la guerra fredda.

#### Moonchild
Moonchild è la composizione più lunga dell'album, la cui prima parte (che dura circa due minuti e mezzo) è intitolata The Dream; si tratta di una ballata eseguita con chitarra e mellotron, al termine della quale viene lasciato spazio alla chitarra, al vibrafono e alle percussioni di Robert Fripp, Ian McDonald e Michael Giles, nella seconda parte intitolata The Illusion. Da alcuni è considerata eccessiva e noiosa a causa di una corposa serie di suoni e segnali acustici che non seguono un ritmo o una melodia.
Il brano fa da sottofondo sonoro ai titoli di coda del 1990 del film di culto Buffalo '66 di Vincent Gallo. Fu inoltre interpretato dal gruppo italiano Twenty Four Hours per l'album The Smell of The Rainy Air del 1991, mentre la melodia fu ripresa sia dal gruppo indie rock Doves, nella canzone M62 Song presente in The Last Broadcast del 2002, sia dal rapper Mims come vero e proprio sample in Doctor Doctor, dal disco del 2007 Music Is My Savior.

#### The Court of the Crimson King

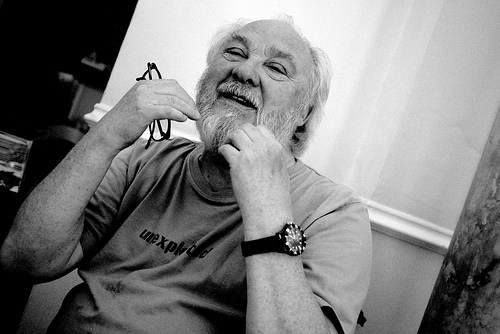
Peter Sinfield nel 2010

L'album si conclude con The Court of the Crimson King, la cui melodia fu scritta da Ian McDonald; il testo è composto da quattro strofe, separate da una sezione interamente strumentale intitolata The Return of the Fire Witch, che descrivono la corte del Re Cremisi, in cui, in un'atmosfera medievale, si susseguono vari personaggi, come la "Regina Nera" («the Black Queen») o la "Strega di fuoco" («the Fire Witch»). Il brano dopo circa sette minuti sembra interrompersi, ma poi continua attraverso una ripresa chiamata The Dance of the Puppets, prima di terminare con una brusca chiusura.
The Court of the Crimson King fu l'unico singolo estratto dall'album, e raggiunse l'80ª posizione in America nella Billboard Hot 100 nel gennaio del 1970; in seguito il brano è stato interpretato dal gruppo heavy metal Saxon nell'album del 2001 Killing Ground col nome di Court of the Crimson King in una versione leggermente più breve, dal gruppo degli Asia in un tour del 2006, da Ian McDonald e John Wetton con Steve Hackett nell'album dal vivo The Tokyo Tapes, e inoltre fece parte della colonna sonora del film I figli degli uomini, di Alfonso Cuarón.

### Copertina
(Robert Fripp, intervista a Rock & Folk)
La copertina di In the Court of the Crimson King fu disegnata da Barry Godber, un giovane programmatore di 23 anni, scomparso prematuramente l'anno successivo per attacco cardiaco; i due dipinti, che quindi rimangono le uniche opere di Godber, sono conservati attualmente da Robert Fripp. Il dipinto utilizzato per l'esterno della copertina rappresenta il volto di un uomo spaventato, con gli occhi spalancati, mentre urla; l'uomo, con il volto sfigurato e l'orecchio sproporzionato, rappresenta l'uomo schizoide del ventunesimo secolo di cui parla il primo brano. All'interno, invece, è presente un volto apparentemente calmo e sorridente, che mostra anche le mani, in posa ieratica: rappresenta il Re Cremisi, eponimo sia dell'album che del gruppo; in entrambi i dipinti il colore predominante è il rosso cremisi, accompagnato dal blu.
A causa della sua originalità, della mostruosità del volto, e dell'assenza di informazioni sia sul davanti che sul retro, questa illustrazione è stata considerata da alcuni una delle più significative della storia del rock, insieme al prisma di The Dark Side of the Moon o alla copertina bianca di The Beatles.

## Accoglienza

### Successo critico e commerciale
| Recensione       | Giudizio       |
| ---------------- | -------------- |
| Mojo             | [ 51 ]         |
| AllMusic         | [ 1 ]          |
| Ondarock         | Pietra miliare |
| Robert Christgau | D+             |
| Cesare Rizzi     | [ 26 ]         |
| Piero Scaruffi   | [ 54 ]         |

In the Court of the Crimson King fu un successo immediato; la copertina giocò un ruolo importante nelle vendite: infatti le persone, prese alla sprovvista, compravano il disco senza sapere nemmeno il contenuto o l'autore. L'album arrivò al quinto posto nella classifica britannica, al diciassettesimo in Italia, al ventottesimo negli Stati Uniti, al ventisettesimo in Canada e al primo in Giappone. Il 29 marzo 1977 fu certificato disco d'oro negli Stati Uniti d'America e il 1º settembre 1981 disco di platino in Canada.
La stampa musicale concordò sul fatto che l'album fosse un capolavoro; nel suo libro Rocking the Classic, il critico Edward Macan affermò che l'album «potrebbe essere l'album di rock progressivo più influente mai pubblicato»; nell'edizione speciale Pink Floyd & the Story of Prog Rock di Q e Mojo, l'album viene inserito al quarto posto nella classifica «40 album di rock cosmico», e nella lista «50 album su cui si basa il rock progressivo» del magazine Classic Rock. Pete Townshend lo definì «un capolavoro sbalorditivo», e anche il parere della rivista Rolling Stone fu molto positivo.
Tuttavia, alcuni critici furono più duri giudicando l'album: è il caso di Robert Christgau, che lo valutò con un D+, definendolo un «surrogato di merda», e specificando che il più era solo perché piaceva a Pete Townshend.

### Influenza
Album profondamente innovativo, In the Court of the Crimson King attinge sia dal jazz che dalla musica classica; ha rapidamente acquisito lo status di disco cult agli occhi di intere generazioni di musicisti; l'International Times, giornale metropolitano di Londra, parla di «ultimo album» che «va a sfidare il tempo». I componenti dei Genesis appesero la copertina dell'album sul muro della casa dove elaborarono Trespass; Kurt Cobain, frontman dei Nirvana, dichiarò che il disco aveva esercitato una grande influenza sulla sua musica. L'influsso del gruppo ricadde anche sugli Yes, sugli Ange, su alcuni musicisti scandinavi e italiani, e naturalmente su tutto lo scenario progressive in generale.

### Ristampe
L'album è stato rimasterizzato e ristampato su vinile e CD varie volte nel corso degli anni ottanta e novanta; queste versioni sono basate su copie dei nastri rimossi dal disco originale. L'edizione del 40º anniversario, per il quale Robert Fripp e Steven Wilson (Porcupine Tree) hanno trovato e utilizzato l'originale 8 tracce usato per la prima registrazione dell'album, fu pubblicato il 12 ottobre 2009. È disponibile in tre versioni: uno comprendente un CD e un DVD, una comprendente due CD, e l'ultima comprendente cinque CD e un DVD.

## Tracce
Lato A
1. 21st Century Schizoid Man (including Mirrors) – 6:52 (testo: Peter Sinfield – musica: Robert Fripp, Ian McDonald, Greg Lake, Michael Giles)
2. I Talk to the Wind – 5:40 (testo: Peter Sinfield – musica: Ian McDonald)
3. Epitaph (including March for No Reason and Tomorrow and Tomorrow) – 8:30 (testo: Peter Sinfield – musica: Robert Fripp, Ian McDonald, Greg Lake, Michael Giles)

Lato B
1. Moonchild (including The Dream and The Illusion) – 12:09 (testo: Peter Sinfield – musica: Robert Fripp, Ian McDonald, Greg Lake, Michael Giles)
2. The Court of the Crimson King (including The Return of the Fire Witch and The Dance of the Puppets) – 8:48 (testo: Peter Sinfield – musica: Ian McDonald)

### Riedizione del 2009
Edizione standard
- CD 1

1. 21st Century Schizoid Man (2009 Stereo Mix) – 7:24
2. I Talk to the Wind (2009 Stereo Mix) – 6:00
3. Epitaph (2009 Stereo Mix) – 8:53
4. Moonchild (2009 Stereo Mix) – 9:02
5. The Court of the Crimson King (2009 Stereo Mix) – 9:31
6. Moonchild (Full Version) – 12:16
7. I Talk to the Wind (Duo Version) – 4:56
8. I Talk to the Wind (Alternate Mix) – 6:37
9. Epitaph (Backing Track) – 9:06
10. Wind Session – 4:31

- CD 2

1. 21st Century Schizoid Man (Original Master Edition 2004) – 7:24
2. I Talk to the Wind (Original Master Edition 2004) – 6:04
3. Epitaph (Original Master Edition 2004) – 8:49
4. Moonchild (Original Master Edition 2004) – 12:13
5. The Court of the Crimson King (Original Master Edition 2004) – 9:26
6. 21st Century Schizoid Man (Instrumental) – 6:47
7. I Talk to the Wind (BBC Session) – 4:40
8. 21st Century Schizoid Man (BBC Session) – 7:11
9. The Court of the Crimson King Part 1 (Mono Single Version) – 3:22
10. The Court of the Crimson King Part 2 (Mono Single Version) – 4:31

Edizione deluxe
- CD 3 – The Alternate Album

1. 21st Century Schizoid Man (Instrumental) – 7:07
2. I Talk to the Wind (Studio Run Through) – 4:20
3. Epitaph (Alternate Version) – 9:27
4. Moonchild (Take 1) – 2:20
5. The Court of the Crimson King (Take 3) – 7:14
6. 21st Century Schizoid Man – 7:21
7. I Talk to the Wind – 6:02
8. Epitaph – 8:56
9. Moonchild – 12:12
10. The Court of the Crimson King – 9:21

- CD 4 – Live 1969

1. 21st Century Schizoid Man – 6:36
2. The Court of the Crimson King – 6:31
3. Get Thy Bearings – 9:41
4. Epitaph – 4:28
5. Mantra – 3:04
6. Travel Weary Capricorn – 5:37
7. Mars – 3:30
8. The Court of the Crimson King – 7:52
9. A Man a City – 12:19
10. Epitaph – 8:31
11. 21st Century Schizoid Man – 7:56

- CD 5 – The Original Atlantic Records Issued Vinyl US Radio Promos

1. 21st Century Schizoid Man (Mono) – 7:22
2. I Talk to the Wind (Mono) – 6:04
3. Epitaph (Mono) – 8:51
4. Moonchild (Mono) – 12:12
5. The Court of the Crimson King (Mono) – 9:27
6. The Court of the Crimson King (Edited Mono Single Mix) – 2:19

## Formazione
Gruppo
- Robert Fripp – chitarra
- Ian McDonald – flauto, sassofono, clarinetto, vibrafono, tastiere, mellotron, voce
- Greg Lake – basso, voce
- Michael Giles – batteria, percussioni, voce
- Peter Sinfield – testi

Produzione
- King Crimson – produzione
- Robin Thompson – ingegneria del suono
- Tony Page – assistenza tecnica
- Barry Godber – copertina

## Classifiche
| Classifica (1969) | Posizione massima |
| ----------------- | ----------------- |
| Canada            | 27                |
| Giappone          | 1                 |
| Italia            | 17                |
| Regno Unito       | 5                 |
| Stati Uniti       | 28                |